# 莉拉·罗伊
莉拉·罗伊（英語：Leela Roy，又寫作Lila Roy，原名Leela Nag，1900年10月2日—1970年6月11日）是印度獨立運動與印度革命運動人士、教育家、女性主義者與社會運動家，獨立運動領導人蘇巴斯·錢德拉·鮑斯的親信。莉拉為首位自達卡大學獲碩士學位的女性，創立了迪帕里桑哈等女權組織與數所學校以推動女性教育與政治參與，諾阿卡利動亂後她在當地設立數座救濟營協助受難者，並持續在孟加拉地區救助弱勢女性與難民。

## 早年生活
莉拉·罗伊於1900年10月2日出生於孟加拉戈阿尔帕拉（今屬印度阿薩姆邦）的中上階級印度教卡雅斯塔家庭，成長於孟加拉錫爾赫特，1923年於加爾各答的白求恩大學獲英語學士學位，後於達卡大學獲碩士學位，為首位自該大學獲碩士學位的女性。

## 社會運動
1923年12月莉拉成立了女權組織迪帕里桑哈（Deepali Sangha），宗旨為推動女性教育與職業訓練，鼓勵女性的社會與政治意識，並創立十幾所學校免費為女性提供教育，其組織培養了普里蒂拉塔·瓦德达尔等許多社會運動者和革命者。
1926年莉拉加入革命組織Shree Sangha，為組織唯一的女性核心成員，後來成功招募許多女性加入。1927年至1928年莉拉成立了女性自衛基金（Mahila Atmaraksa Fund）推動女性學習防身術自保。此外她也創立了大眾教育協會（Gana Shiksa Parisad）為女性提供普及教育。1930年吉大港起義後，莉拉於翌年創辦女性雜誌Jayashree Patrika以推動孟加拉女性的愛國思想。1931年12月她因參與食鹽進軍而被捕入獄，1938年出獄，1939年與Shree Sangha的領導者安尼爾·羅伊（Anil Roy）結婚。
1939年印度獨立運動領導人蘇巴斯·錢德拉·鮑斯成立全印前進同盟，莉拉為其中核心成員，並為鮑斯的親信，1945年鮑斯墜機身亡後，莉拉為拒絕相信他已逝世的人之一。1942年莉拉因參與退出印度運動而再度被捕入獄，1946年獲釋後當選印度制憲會議議員，同年爆發諾阿卡利動亂，莉拉前往當地救助受難者，建立了17座救濟營。印巴分治後她持續在加爾各答從事救助弱勢女性與東孟加拉難民的工作。1970年6月莉拉因病逝世。

## 紀念
2008年12月22日，印度國會大廈的中央大廳設立了莉拉·罗伊等數人的肖像，時任副總統穆罕默德·哈米德·安萨里、人民院議長索纳特·查特吉、總理曼莫漢·辛格與人民院反對黨領袖拉尔·克里希纳·阿德瓦尼皆出席揭幕儀式。